# ۱ خرچنگ
۱ خرچنگ یک ستاره است که در صورت فلکی خرچنگ قرار دارد.